# Bronz doré

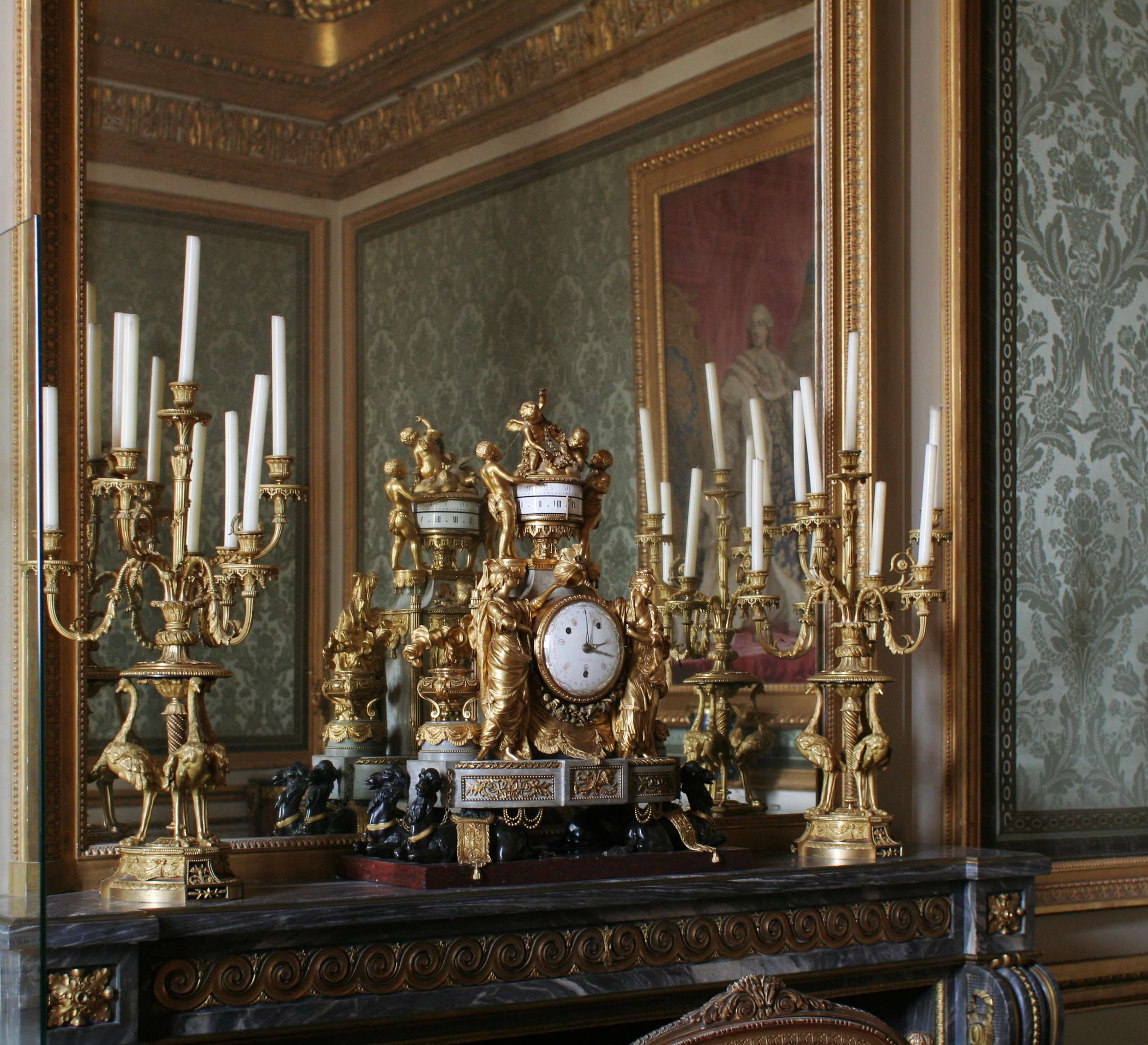
O garnitură formată dintr-un ceas și două sfeșnice de bronz doré, în Palatul de la Versailles din Franța

Bronzul doré (în traducere bronz aurit, doré însemnând în franceză „aurit” sau „de aur”) este tehnica de aurire a aplicării amalgamului de aur-mercur cu un conținut ridicat de carate pe un obiect din bronz și pentru obiectele finisate în acest fel. Mercurul e scos într-un cuptor lăsând în urmă o acoperire de aur. Tehnica mai e cunsocută și ca ormolu (de la francezul or moulu, „ aur măcinat/bătut”, termen rar folosit în română dar des în engleză și franceză. În jurul anului 1830, legislația din Franța a interzis folosirea mercurului din motive de sănătate, chiar dacă folosirea a continuat până în anii 1900. 
Meșterii foloseau în principal bronzul doré pentru montajele decorative ale mobilei, ceasurilor, corpurilor de iluminat și pentru porțelan.
ATENȚIE! Nu orice fel de lucruri vechi făcute dintr-un metal semănător cu aurul sunt din bronz doré. La sfârșitul secolului XIX și începutul secolului XX s-au produs multe lucruri (ceasuri, statuete, sfeșnice, ornamente de mobilă, ...) din alamă sau bronz, care imită foarte bine bronzul doré.

## Procesul

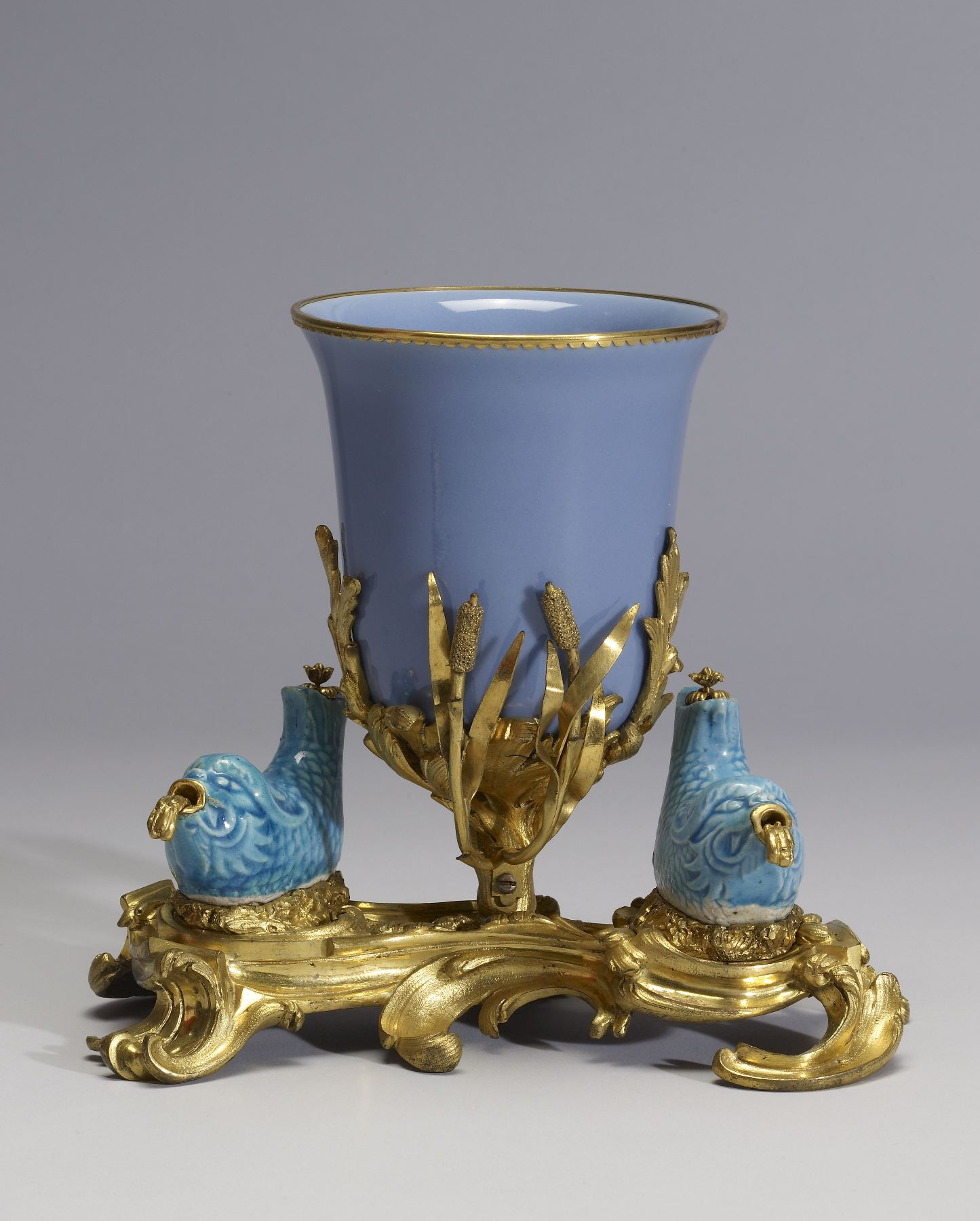
Bol Montat cu Doi Pești; bolul: 1730-1740, peștii: începutul secolului al XVIII-lea, ornamentele: 1745-1749; porțelan cu glazură monocromă turcoaz/albastru deschis și ornamente franțuzești de bronz doré; 18,7 cm; Muzeul de Artă Walters (Baltimore, SUA)

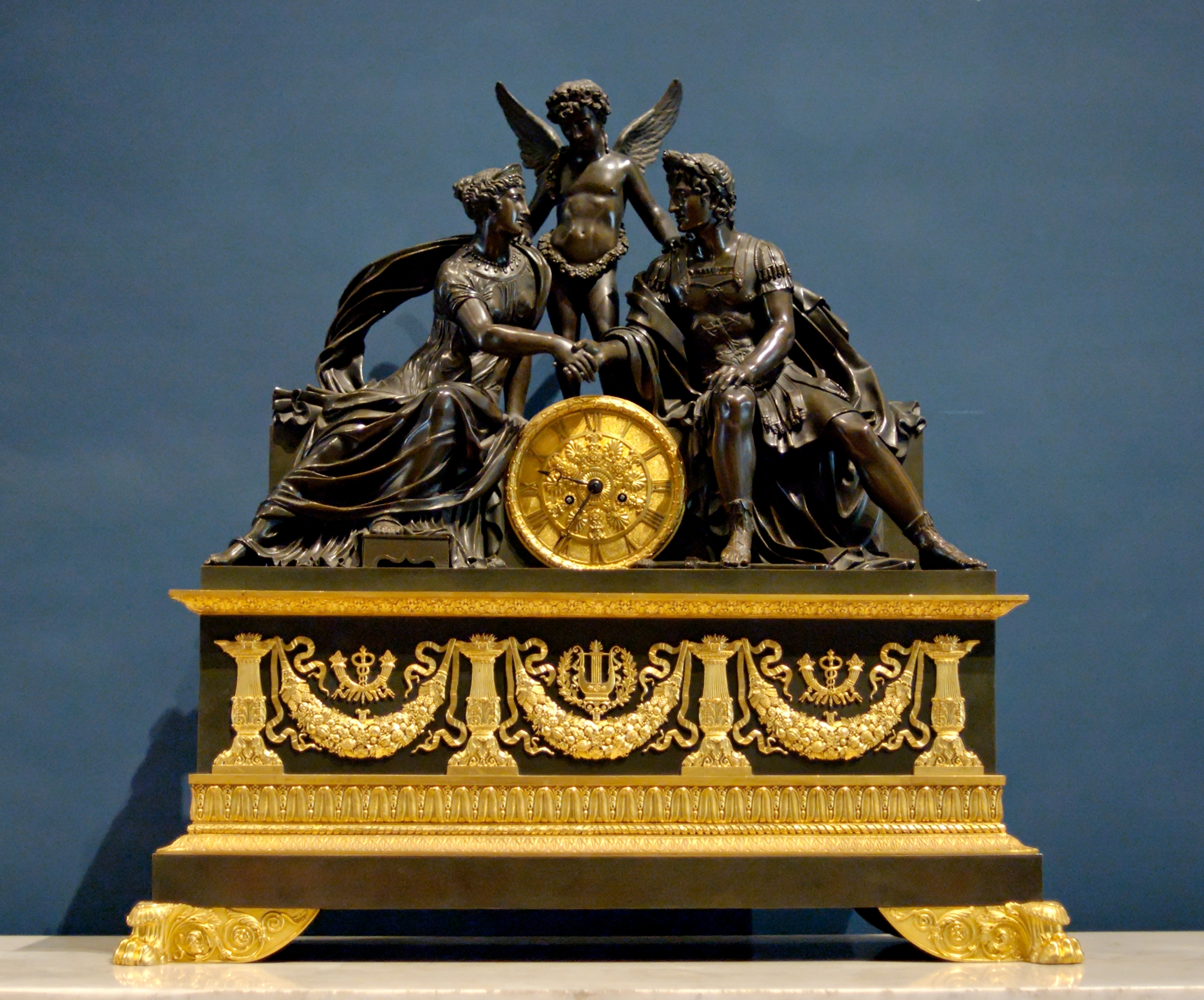
Ceas Empire care îi înfătișează pe Marte și Venus, o alegorie a nunții lui Napoleon cu Marie Louise din 1810; de faimosul bronzier Pierre-Philippe Thomire; circa 1810; bronz aurit (bronz doré) sau patinat; înălțime: 90 cm; Luvru

Fabricarea bronzului doré adevărat folosește un proces cunoscut sub numele de aurire cu mercur, în care se aplică o soluție de azotat mercuric pe o bucată de cupru, alamă sau bronz; urmată de aplicarea unui amalgam de aur și mercur. Obiectul este apoi expus la căldură extremă până când mercurul și aurul rămân, aderând la obiectul metalic.
Procesul ăsta a fost în general înlocuit de galvanizarea aurului pe un substrat de nichel, care e mai economic și mai puțin periculos.

## Riscurile de sănătate
Din cauza expunerii la aburii toxici de mercur, majoritatea aurarilor nu au trăit peste 40 de ani. În literatură există o referință de la John Webster:
„Spânzură-l; un aurar care își pierde creierul cu argint viu nu este mai rece în ficat”—Diavolul alb''
După aproximativ 1830, legislația din Franța a interzis folosirea mercurului, chiar dacă a continuat să fie folosit în mod obișnuit până în jurul anului 1900 și era încă folosit în jurul anului 1960 în foarte puține ateliere. Au fost folosite alte tehnici de aurire, cum ar fi galvanizarea la mijlocul secolului al XIX-lea. Tehnicile bronzului doré sunt în esență aceleași cu cele folosite pe argint, pentru producerea unui auriu argintiu (cunoscut și sub numele de vermeil).

## Alternative
Un substitut ulterior al unui amestec de metale asemănătoare bronzului doré a fost dezvoltat în Franța și numit pomponne, chiar dacă amestecul de cupru și zinc, uneori cu un adaos de staniu, e tehnic un tip de alamă. Din secolul al XIX-lea termenul a fost popularizat pentru a se referi la metalul aurit sau la imitațiile de aur.
Bronzul aurit se găsește încă din antichitate în toată Eurasia și mai ales în arta chineză, unde a fost mereu mai obișnuit decât aurul argintiu, opusul Europei.

## Aplicările
Meșterii foloseau în principal bronzul doré pentru montajele decorative ale mobilei, ceasurilor, corpurilor de iluminat și porțelanului. Marii designeri și dulgheri francezi de mobilă din secolele al XVIII-lea și al XIX-lea au folosit la maximum rafinatele monturi din bronz aurit produse de fondeurs-ciseleurs (fondatori și finisatori), ca renumitul Jacques Caffieri (1678–1755), piesele de bronz fiind aproape la fel de fine ca lucrăturile bijutierilor. Montajele/ornamentele de bronz doré au atins cea mai înaltă dezvoltare artistică și tehnică în Franța.
În mod asemănător, pot să fie obținute rezultate fine pentru părțile metalice ale corpurilor de iluminat, cum ar fi candelabrele și sfeșnicele, precum și pentru suporturile metalice ornamentale aplicate la carcasele de ceasuri și la piesele ceramice. În mâinile marchands-merciersilor parizieni, precursorii decoratorilor, sculpturile de bronz doré sau ormolu au fost folosite pentru accesorii de șemineu strălucitoare, neoxidante, pentru ceasuri de mână rococo sau neoclasice sau dulapuri montate pe perete - o specialitate a lui Charles Cressent (1685–1768) - completate de picături de cristal pe candelabre și aplice de perete din bronz doré.
Suporturile de bronz au fost turnate prin procesul cerii pierdute, apoi au fost cioplite și metoplastite pentru adăugarea detaliilor. Bronzul aurit rococo tinde să fie turnat fin, cizelat ușor și parțial lustruit. Bronzul aurit neoclasic e adesea complet cizelat și metoplastit cu o abilitate și delicatețe extraordinare pentru crearea unor suprafețe variate fine.
Tehnica ormolu a fost folosită pe scară largă la ceasurile franceze Empire de șemineu, atingând apogeul în perioada asta.
Porțelanurile chinezești și europene montate în bronz aurit erau produse de lux care sporeau impactul pieselor ceramice adesea costisitoare și ornamentale folosite uneori pentru expunere. Ceramica chineză cu monturi de bronz aurit a fost produsă sub îndrumarea marchands-merciersilor parizieni, pentru că numai ei aveau acces la ceramică (adesea achiziționată în Olanda) și capacitatea de a depăși restricțiile breslei. Câteva bucăți supraviețuitoare de porțelan chinezesc din secolul al XVI-lea, montate ulterior în aur-argint contemporan european sau vermeil, arată unde stau bazele modei ulterioare.
De la sfârșitul anilor 1760, Matthew Boulton (1728–1809) din Birmingham a produs vaze cu bronz doré și arzătoare de parfum englezești în ultimul stil neoclasic. Chiar dacă proiectul nu a devenit niciodată un succes financiar, a produs cel mai bun bronz doré englezesc. La începutul secolului al XIX-lea, bronzul doré englezesc fin provenea din atelierele lui Benjamin Lewis Vulliamy (1780–1854).
În Franța, tradiția bronzului doré neoclasic spre Pierre-Philippe Thomire (1751–1843) a fost continuată de Lucien-François Feuchère. Au produs ormolu excelent în stilurile rococo și neoclasic la Paris, iar bronzul aurit rococo e caracteristic mobilei lui François Linke.

## Galerie

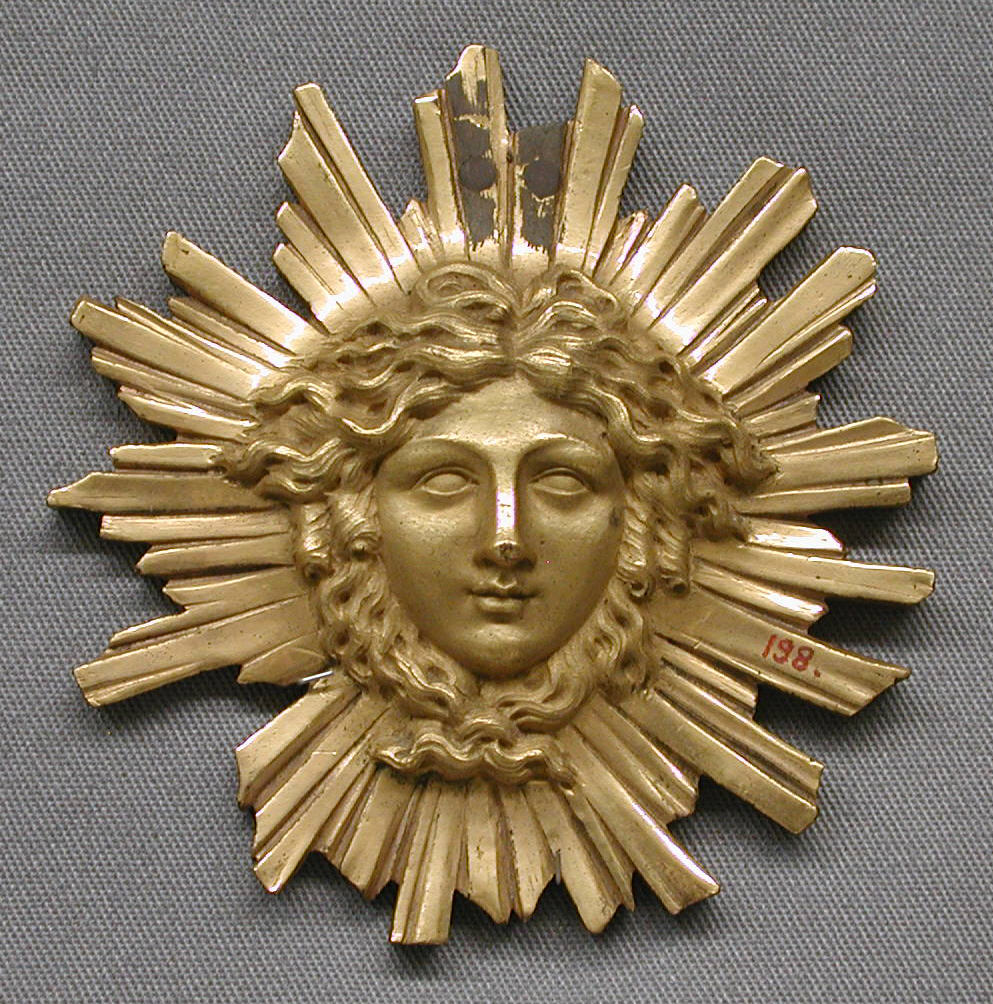
Ornament francez de la un ceas; secolul al XVIII-lea; bronz doré; per ansamblu: 9,2 × 8,9 × 1,9 cm; Muzeul Metropolitan de Artă (New York)
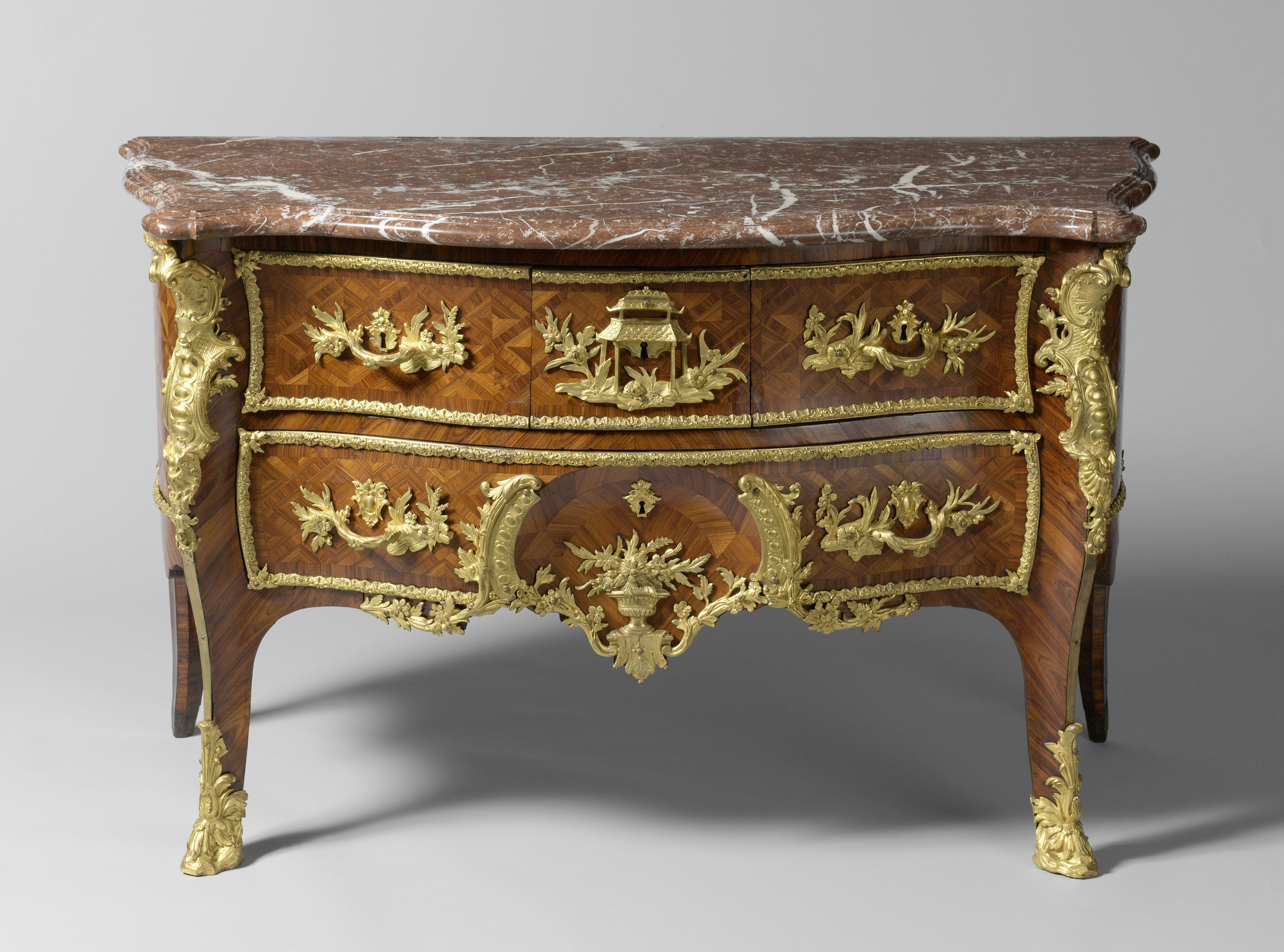
Comodă rococo; 1730-1745; molid, stejar, violetă, lemn de trandafir, conifere, ornamente de bronz doré, cupru și marmură; înălțime: 82 cm; Rijksmuseum (Amsterdam, Țările de Jos)
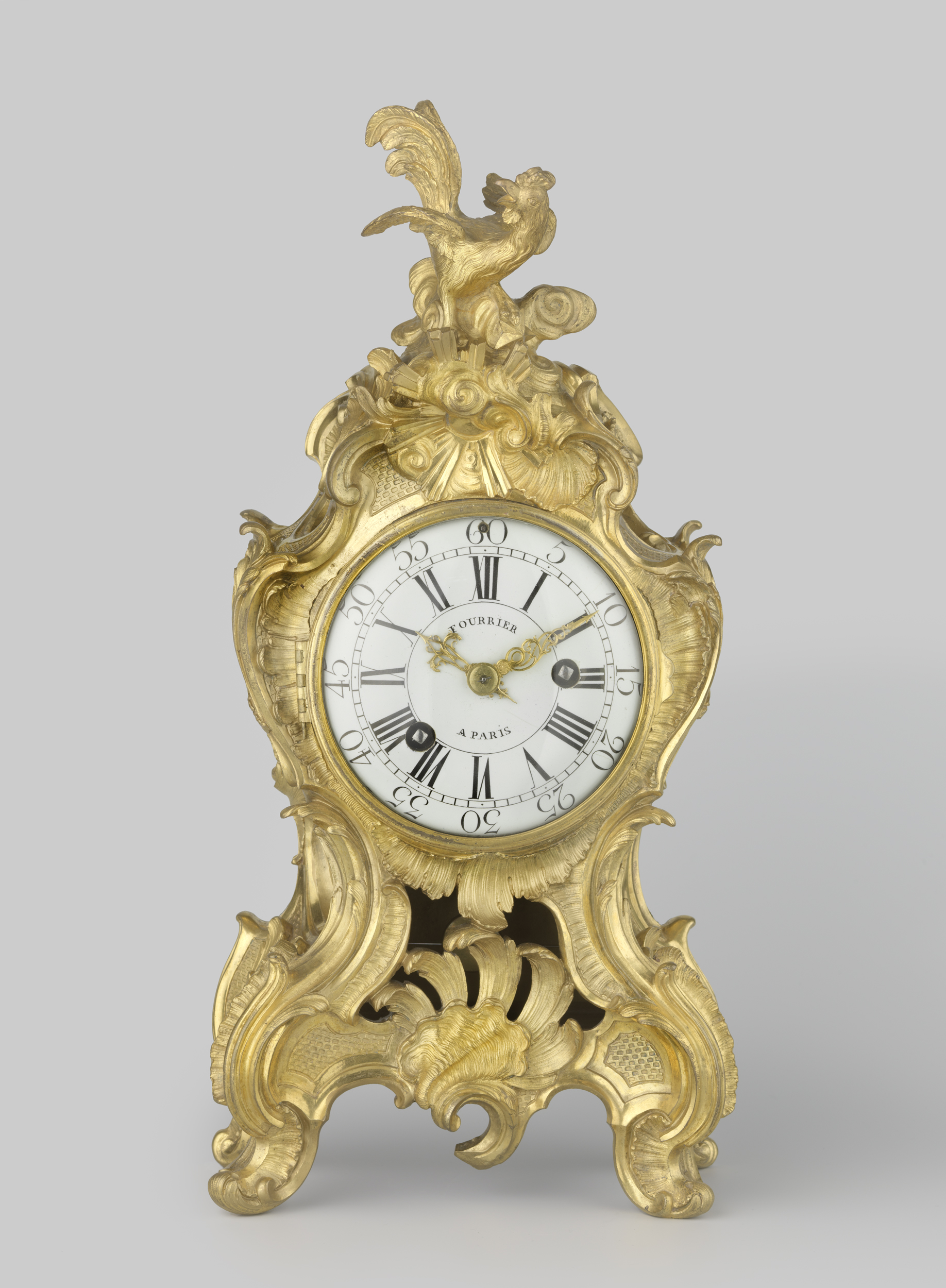
Ceas rococo pentru o consolă; circa 1745-1749; bronz doré cu email; înălțime: 69 cm; Rijksmuseum
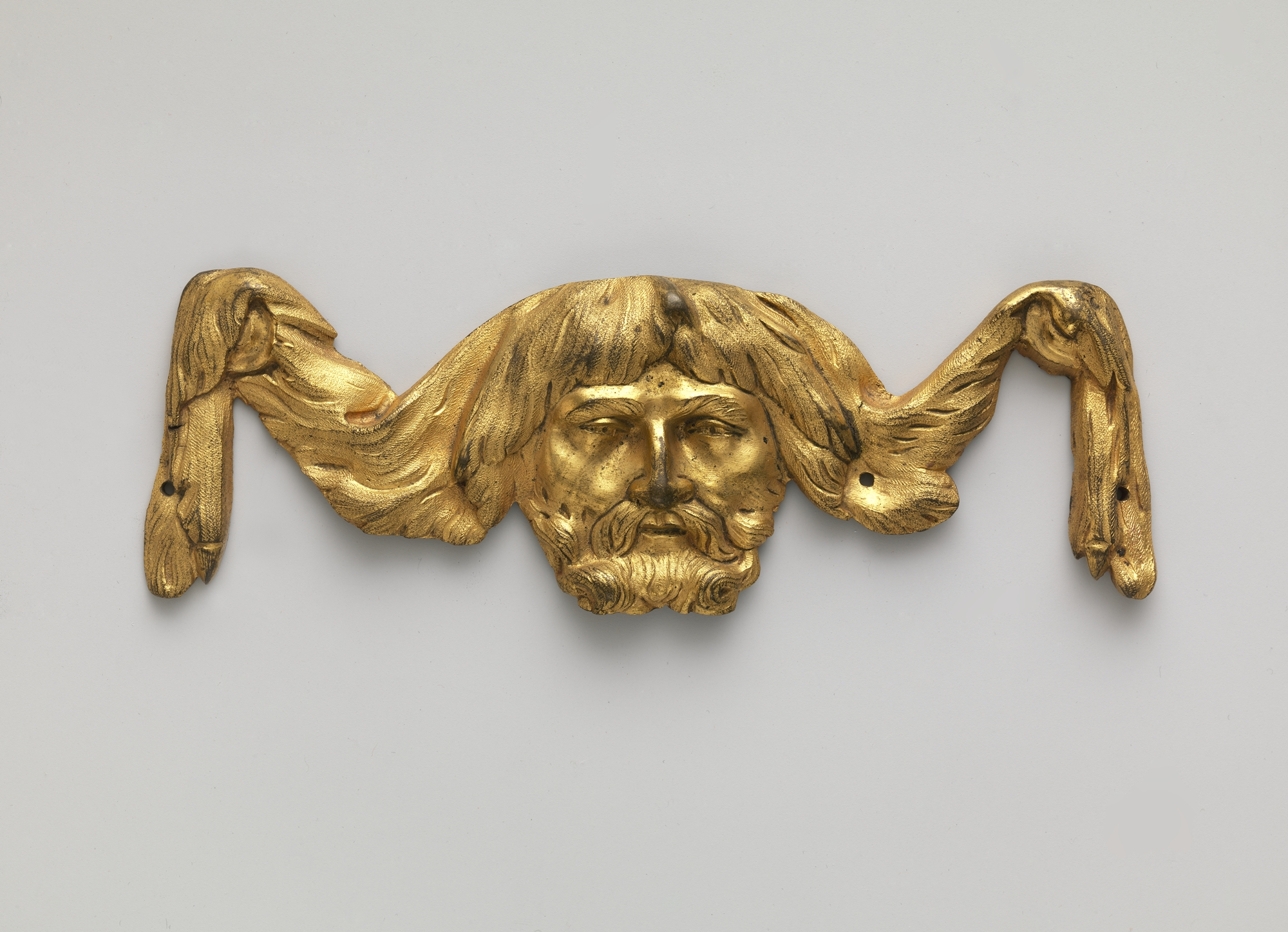
Ornament de ceas asemănător cu un festoon; secolul al XVIII-lea; bronz doré; per ansamblu: 5,4 × 15,6 × 1 cm; Muzeul Metropolitan de Artă
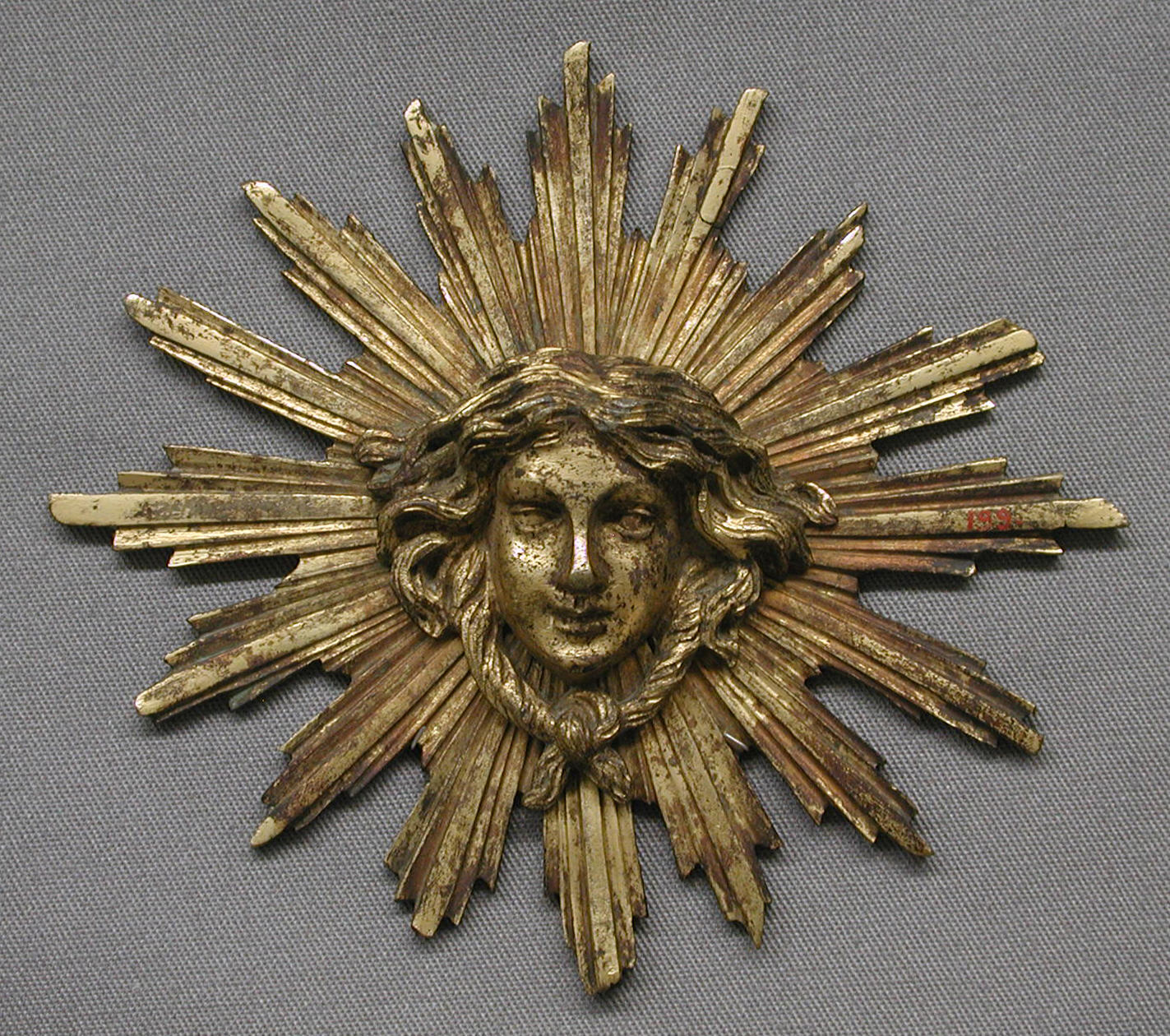
Ornament de ceas; secolul al XVIII-lea; bronz doré; per ansamblu: 12,1 × 13,3 × 2,2 cm; Muzeul Metropolitan de Artă
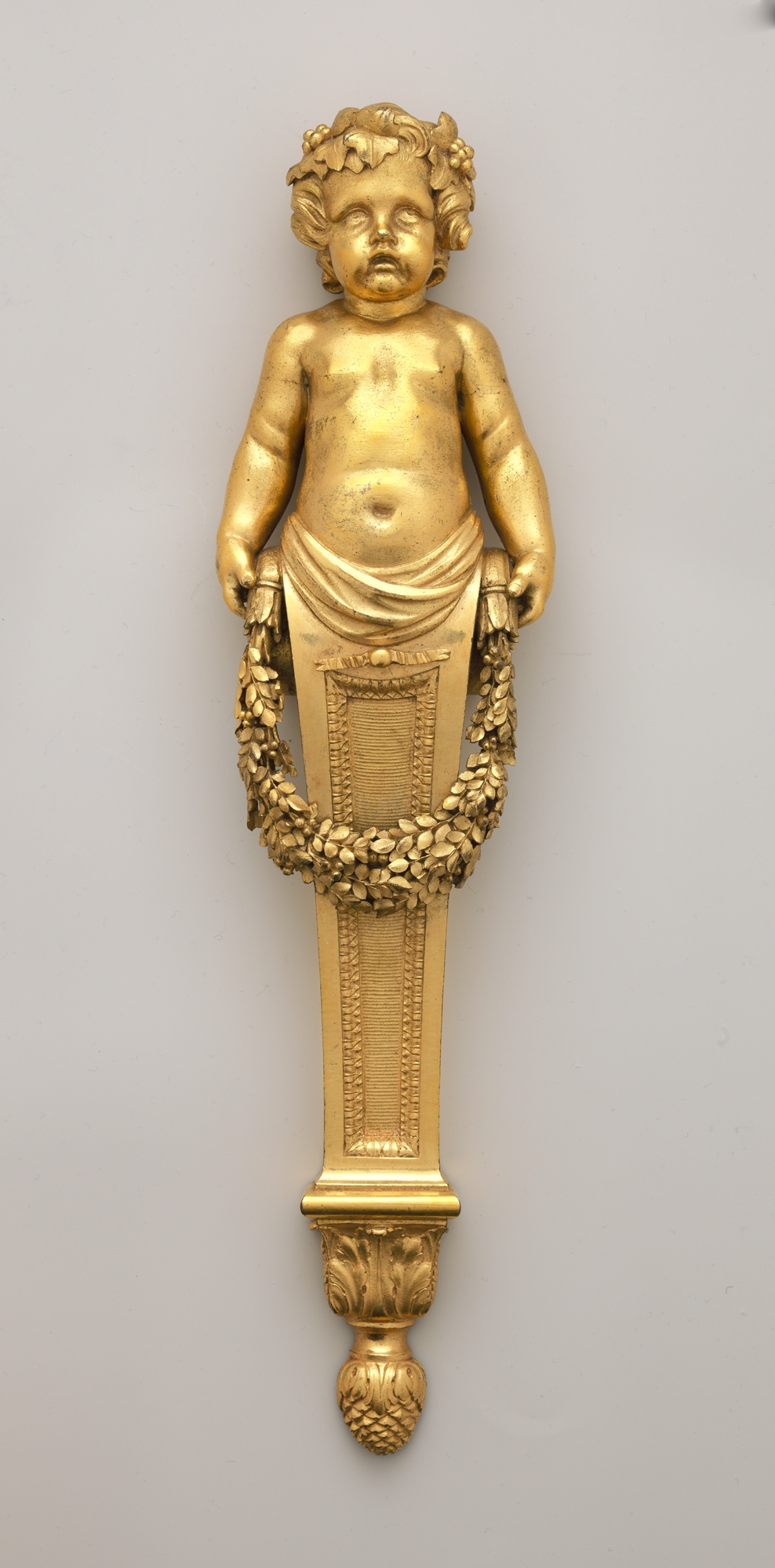
Cariatidă franceză de putto; secolul al XVIII-lea; bronz doré; 35,2 × 8,9 × 4,5 cm; Muzeul Metropolitan de Artă
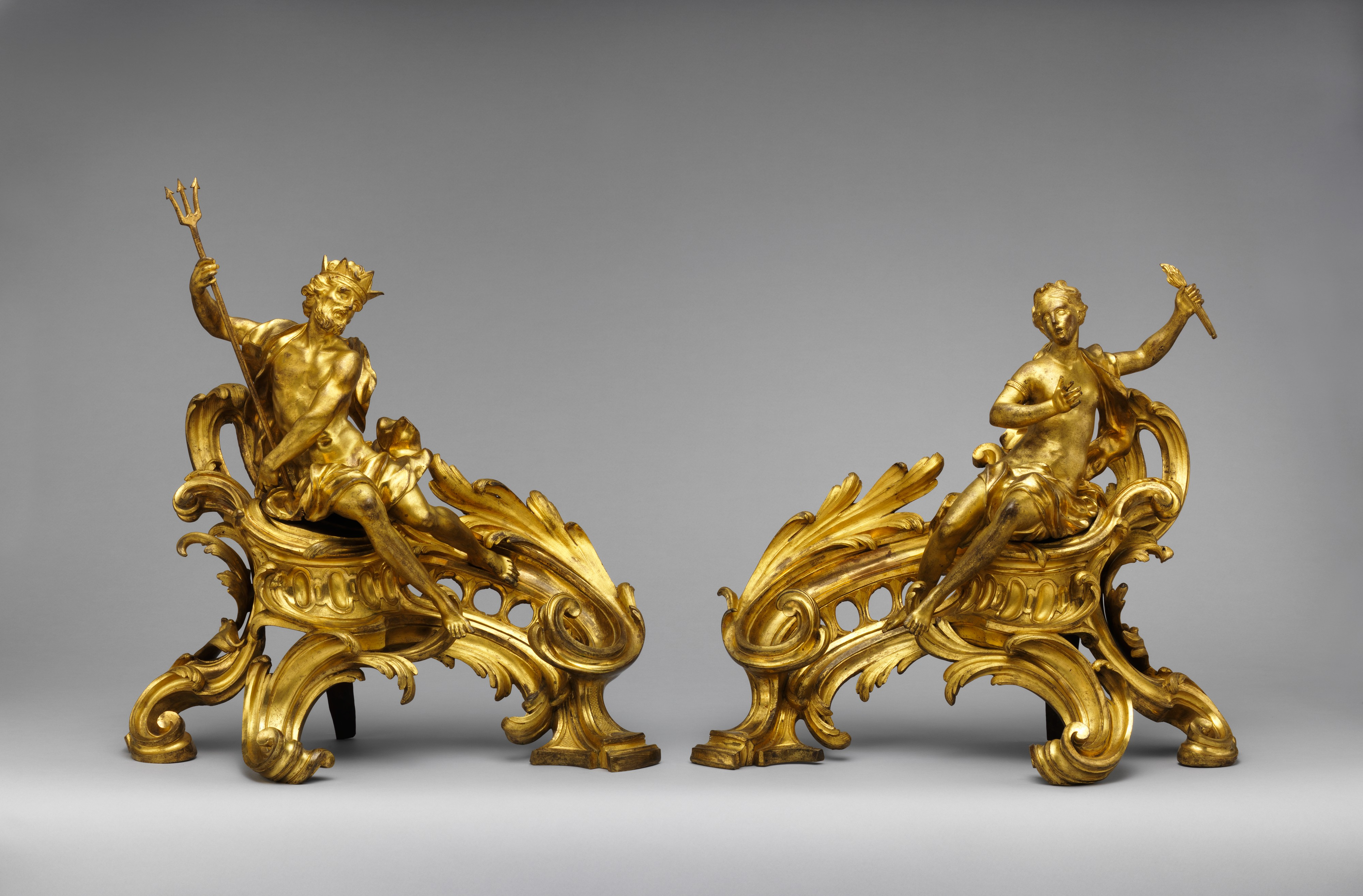
Pereche de apărători de șemineu franceze rococo; circa 1750; bronz doré; primul: 52,7 x 48,3 x 26,7 cm, al doilea: 45,1 x 49,1 x 24,8 cm; Muzeul Metropolitan de Artă
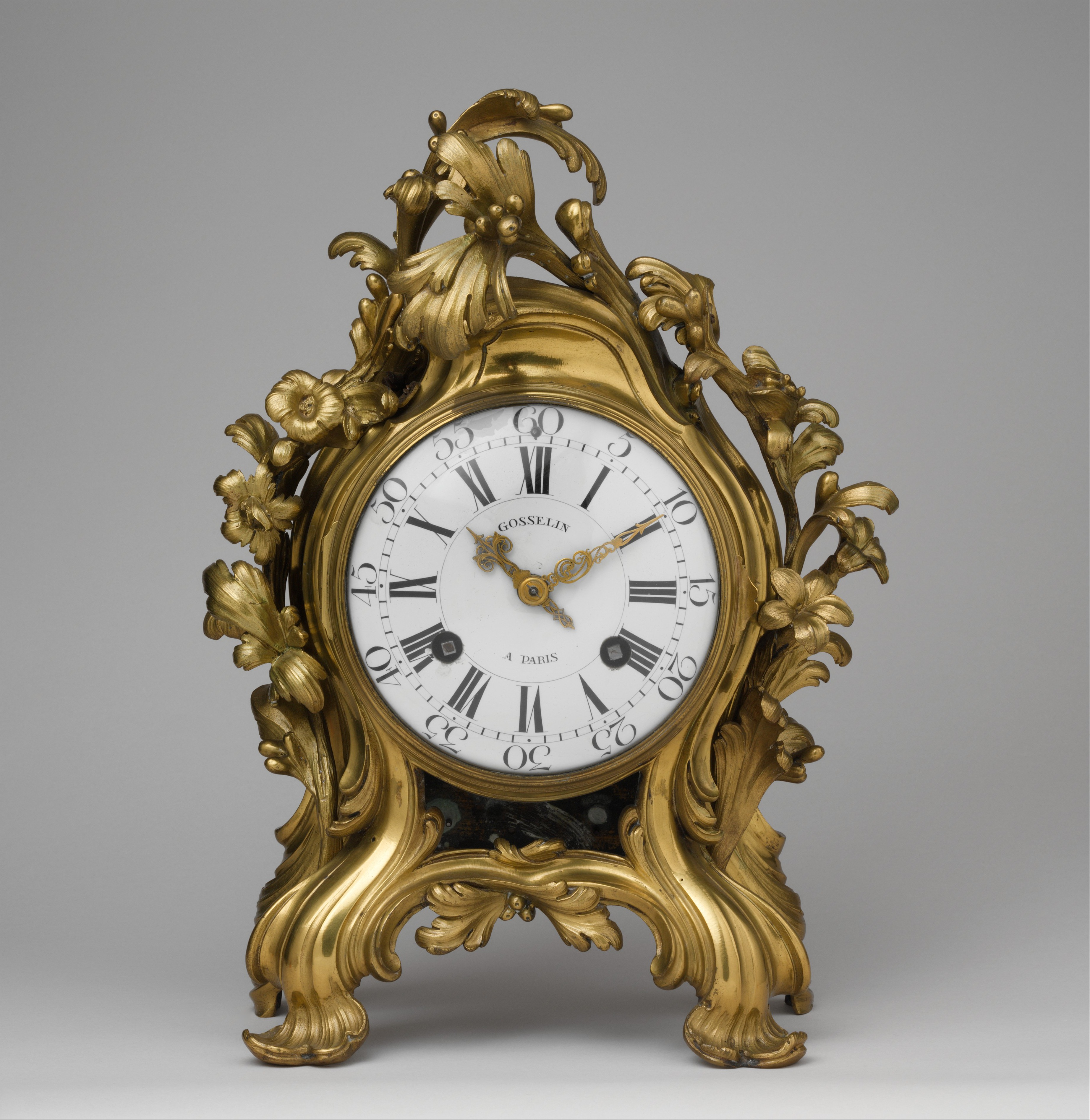
Ceas parizian (pendule à console); circa 1750; diverse materiale, inclusiv bronz doré; 40,6 × 30,5 cm; Muzeul Metropolitan de Artă
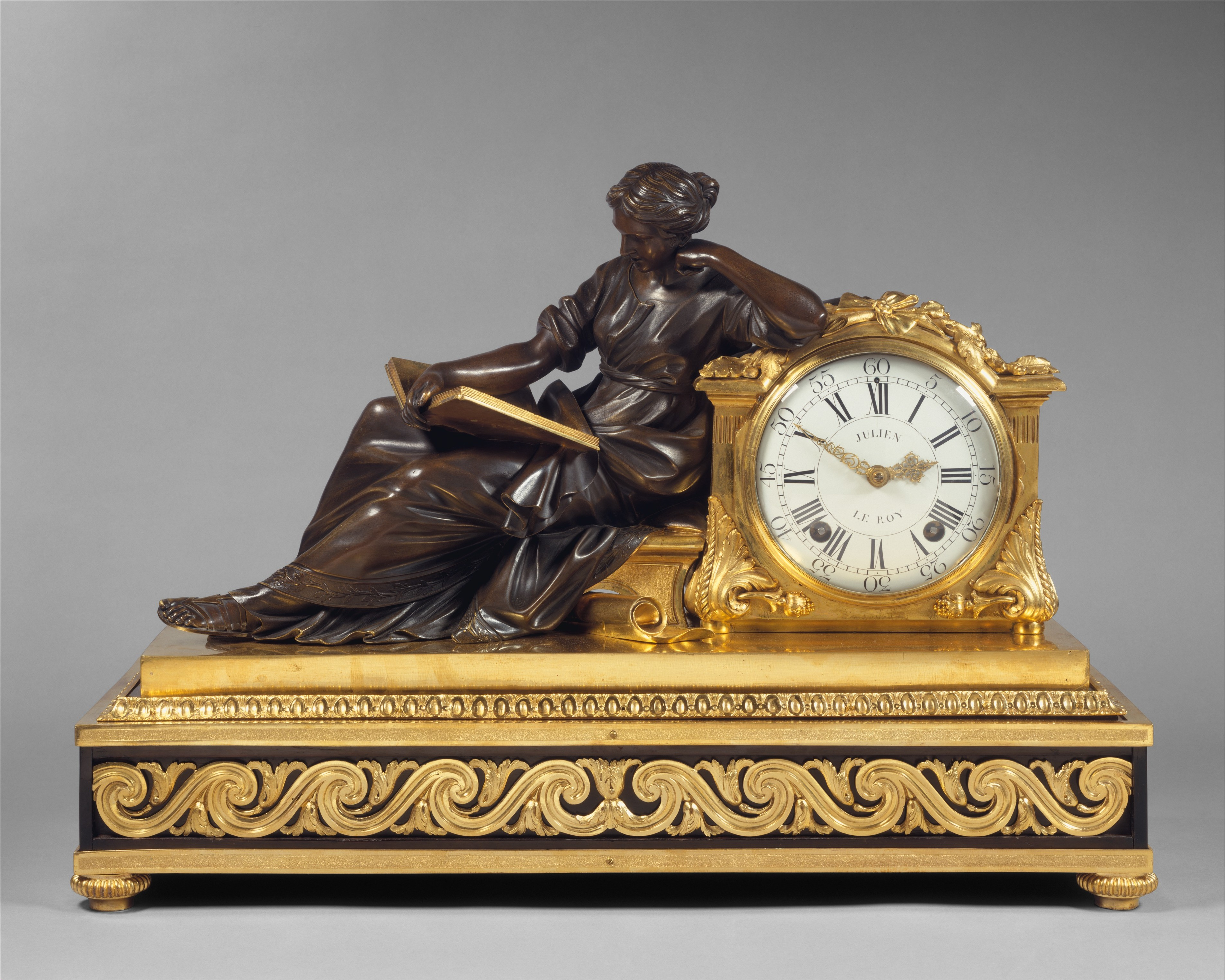
Ceas francez neoclasic de șemineu (pendule de cheminée); 1757–1760; bronz doré sau patinat, stejar furniruit cu abanos, email alb cu cifre negre și alte materiale; 48,3 × 69,9 × 27,9 cm; Muzeul Metropolitan de Artă
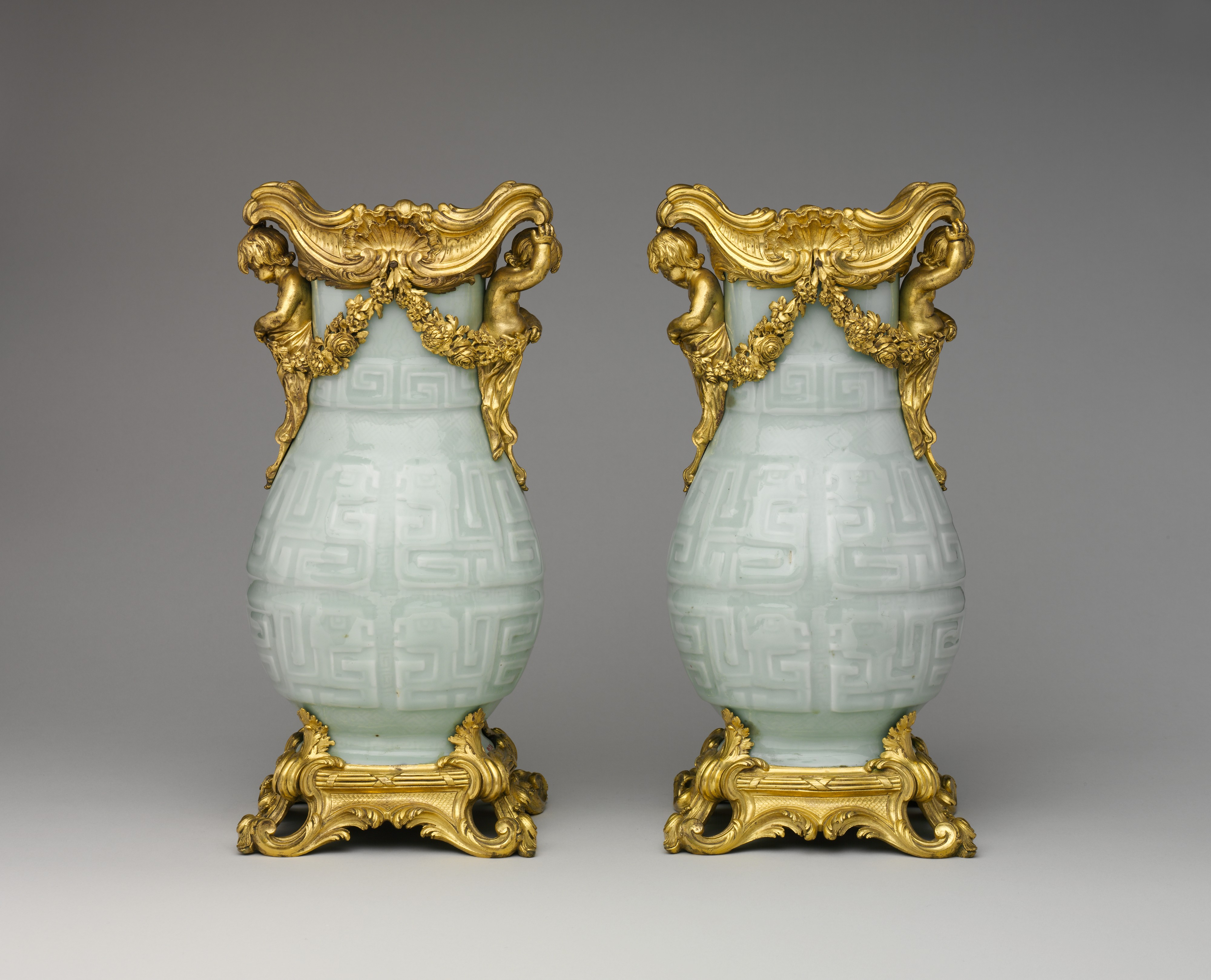
Pereche de vaze chinezești cu monturi franceze rococo; vazele: începutul secolului al XVIII-lea, monturile: 1760-1770; porțelan cu monturi de bronz doré; 32,4 x 16,5 x 12,4 cm; Muzeul Metropolitan Museum de Artă
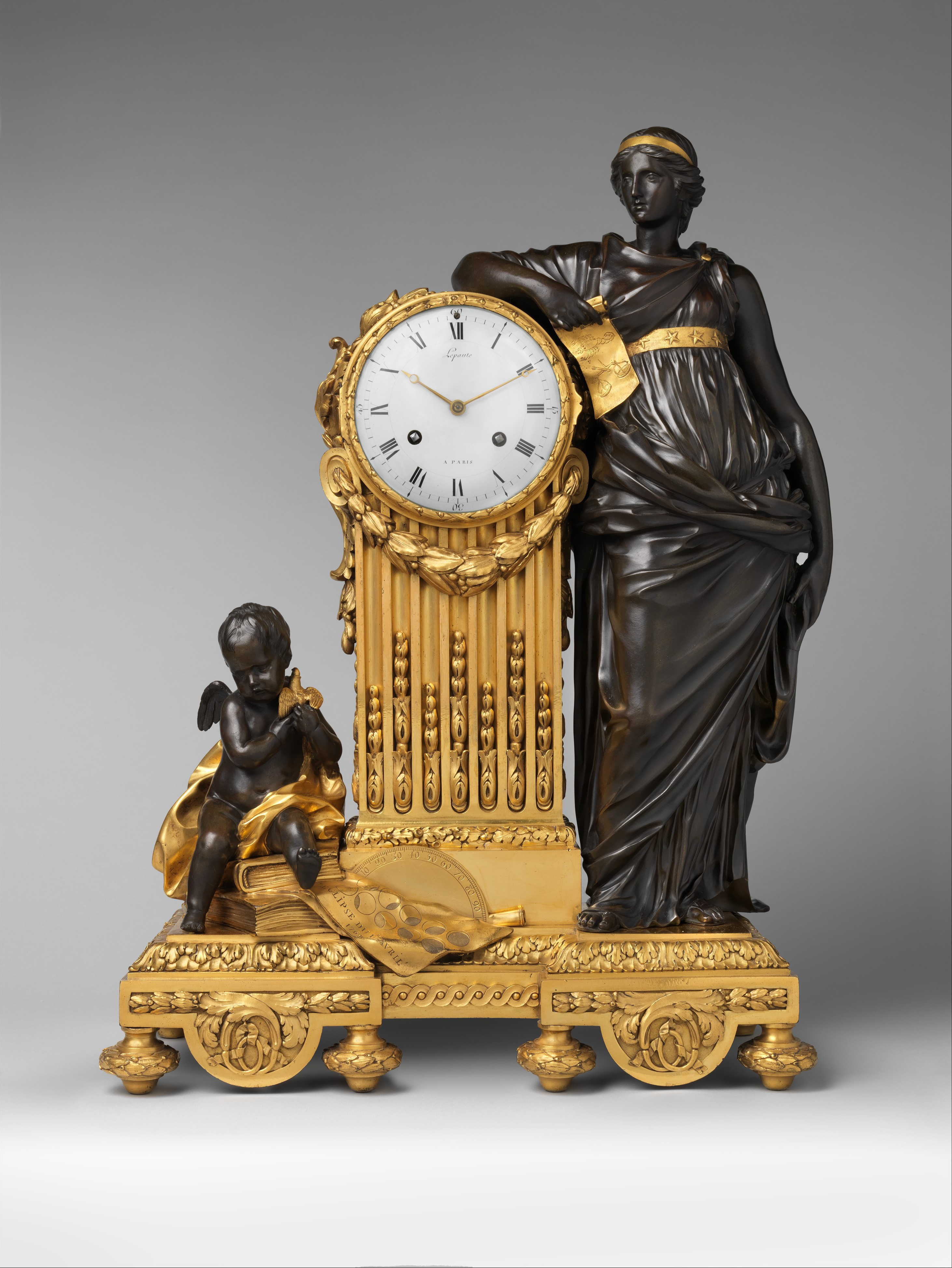
Ceas francez neoclasic de șemineu („Pendule Uraniel”); 1764–1770; carcasa: bronz patinat și doré, cadranul: email alb, mecanismul: alamă și oțel; 71,1 × 52,1 × 26,7 cm; Muzeul Metropolitan de Artă
Aplică de perete pariziană; 1765-1770; bronz doré; înălțime: 69,8 cm; Rijksmuseum
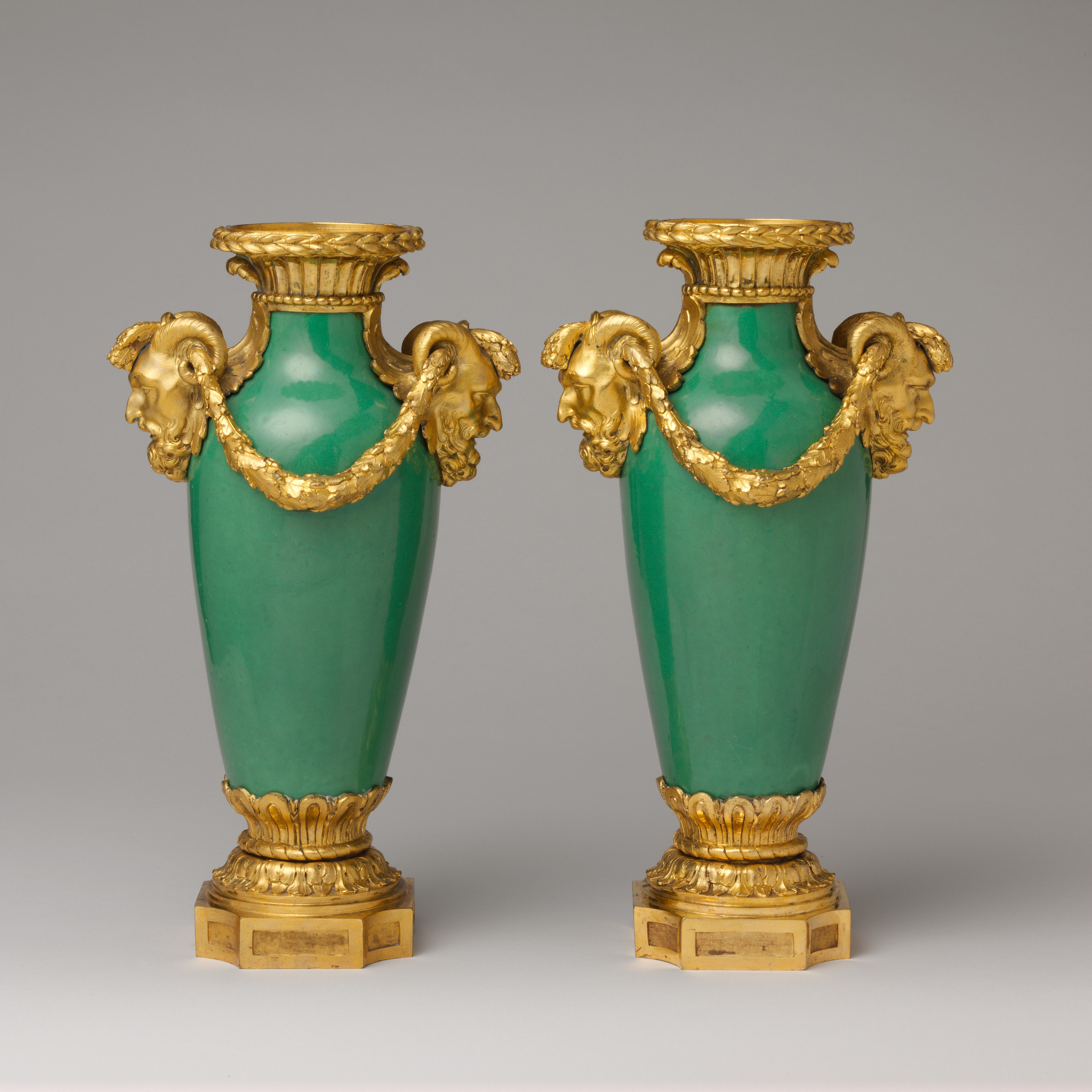
Pereche de vaze montate (vase à monter); 1765–1770; porțelan în monturi de bronz doré; 28,9 x 17,1 cm; Muzeul Metropolitan de Artă
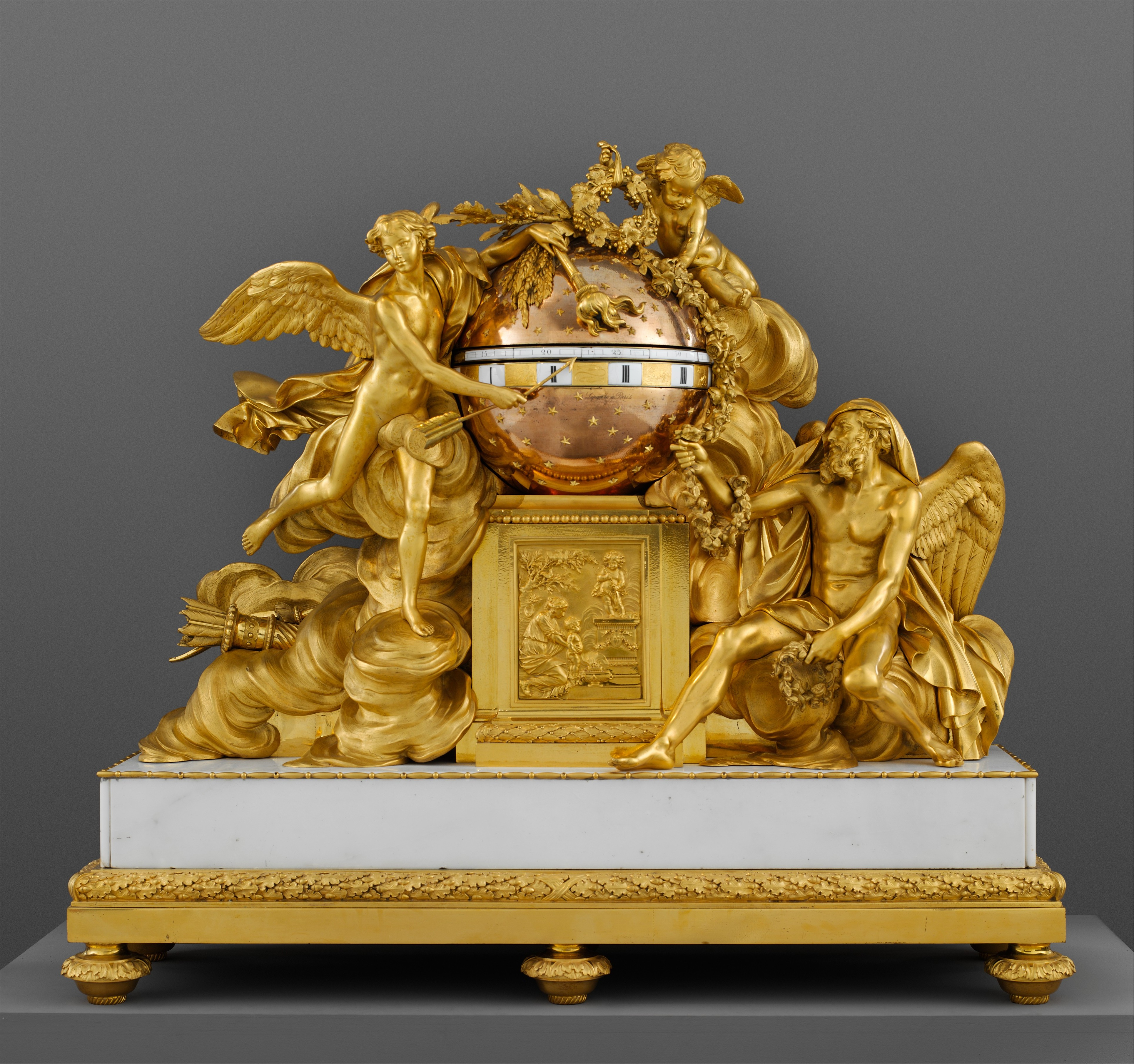
Ceasul de șemineu „Triumful Iubirii asupra Timpului”; circa 1780-1790; bronz doré, marmură și email; per ansamblu: 94 x 104,1 x 31,8 cm; Muzeul Metropolitan de Artă
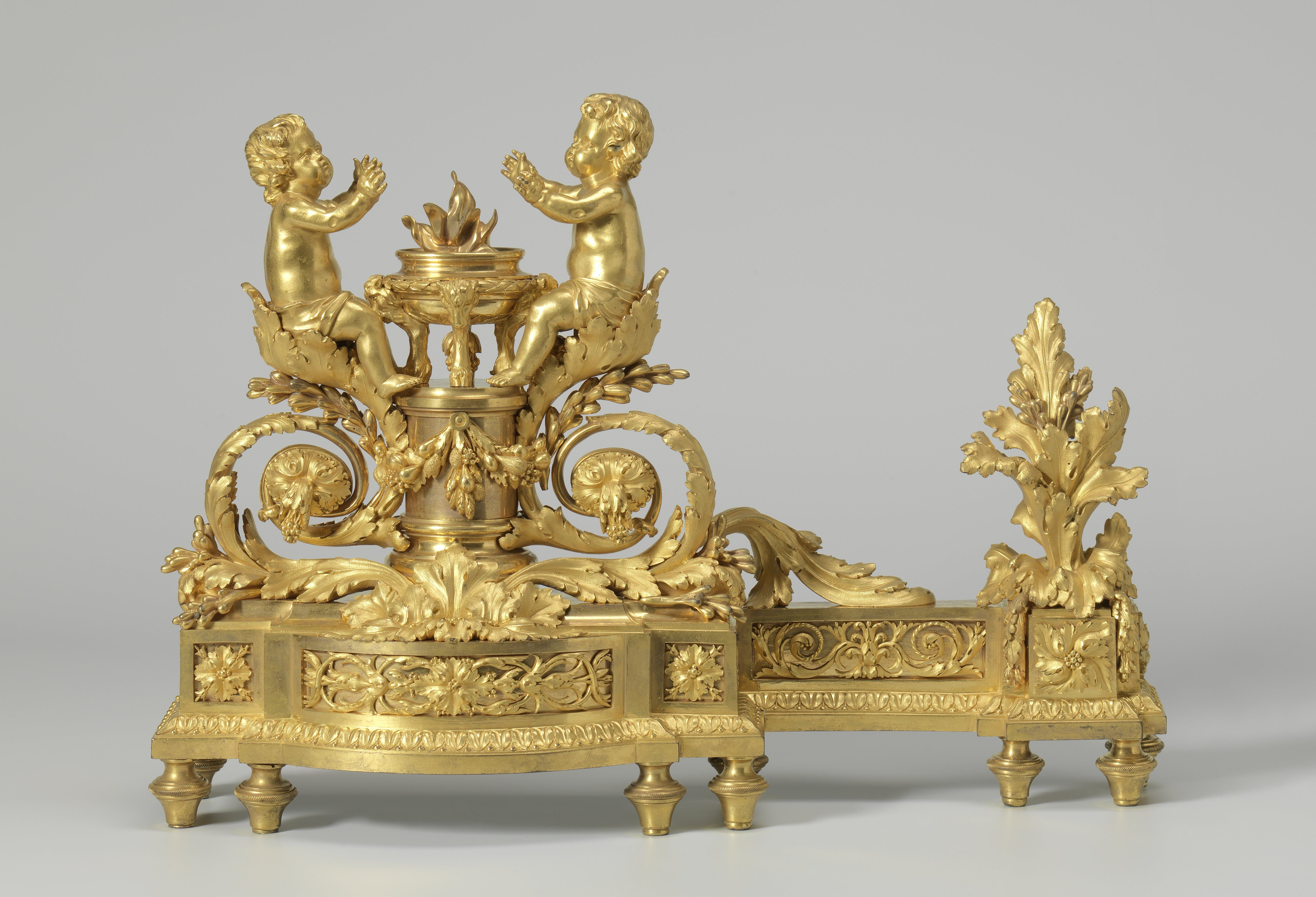
Garnitură de șemineu pariziană cu niște putti care se încălzesc la o flacără; 1780-1790; bronz doré; înălțime: 34,5 cm; Rijksmuseum
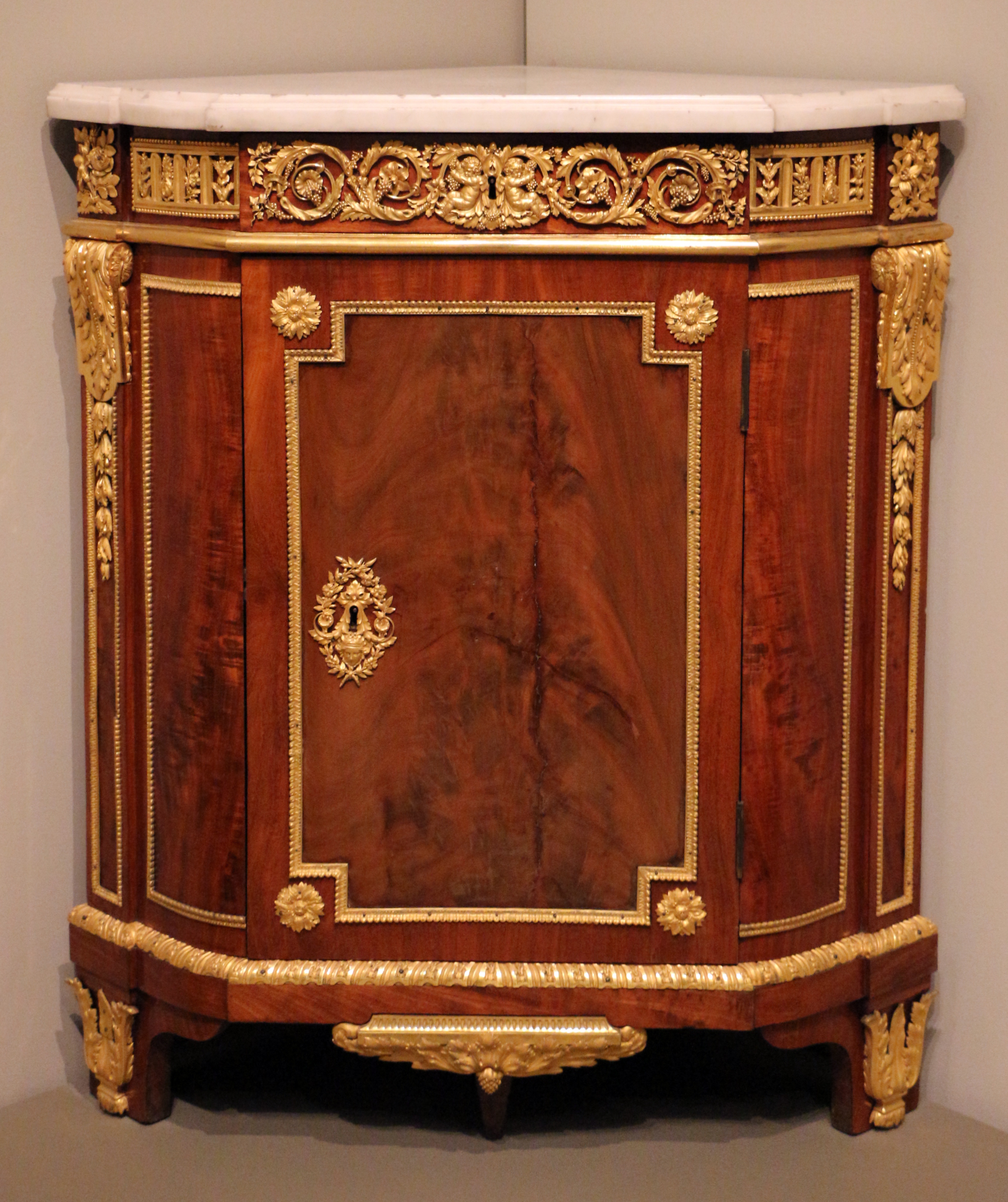
Mic dulăpior de colț parizian în stilul Ludovic al XVI-lea; de Jean Henri Riesener; 1780–1790; stejar, mahon, marmură, și ornamente/monturi de bronz doré; 94,3 × 81,3 × 55,9 cm; Institutul de Artă din Chicago (SUA)
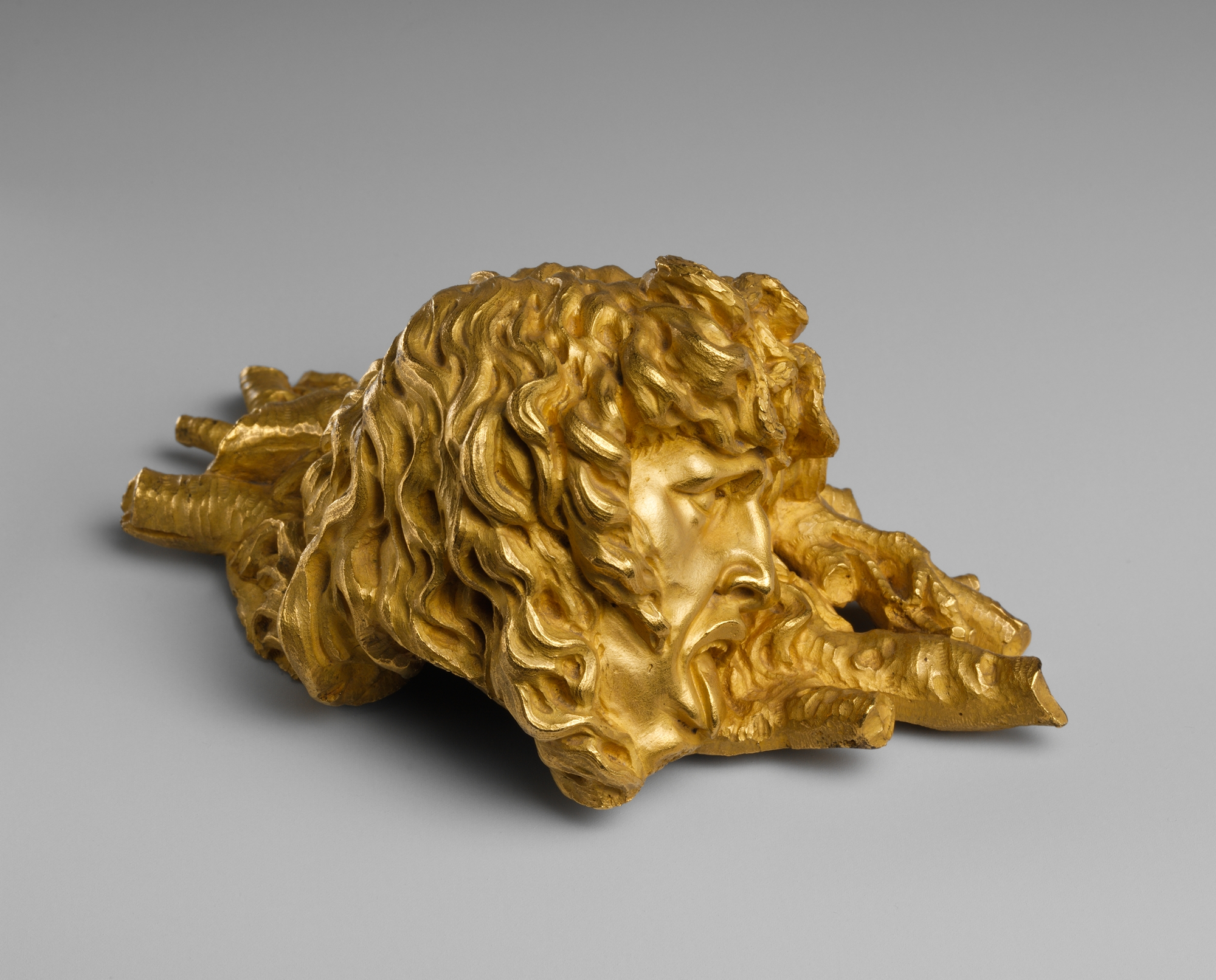
Ornament francez de la un ceas; sfârșitul secolului XVIII sau începutul secolului XIX; bronz doré; 6,4 × 12,4 × 4,8 cm; Muzeul Metropolitan de Artă
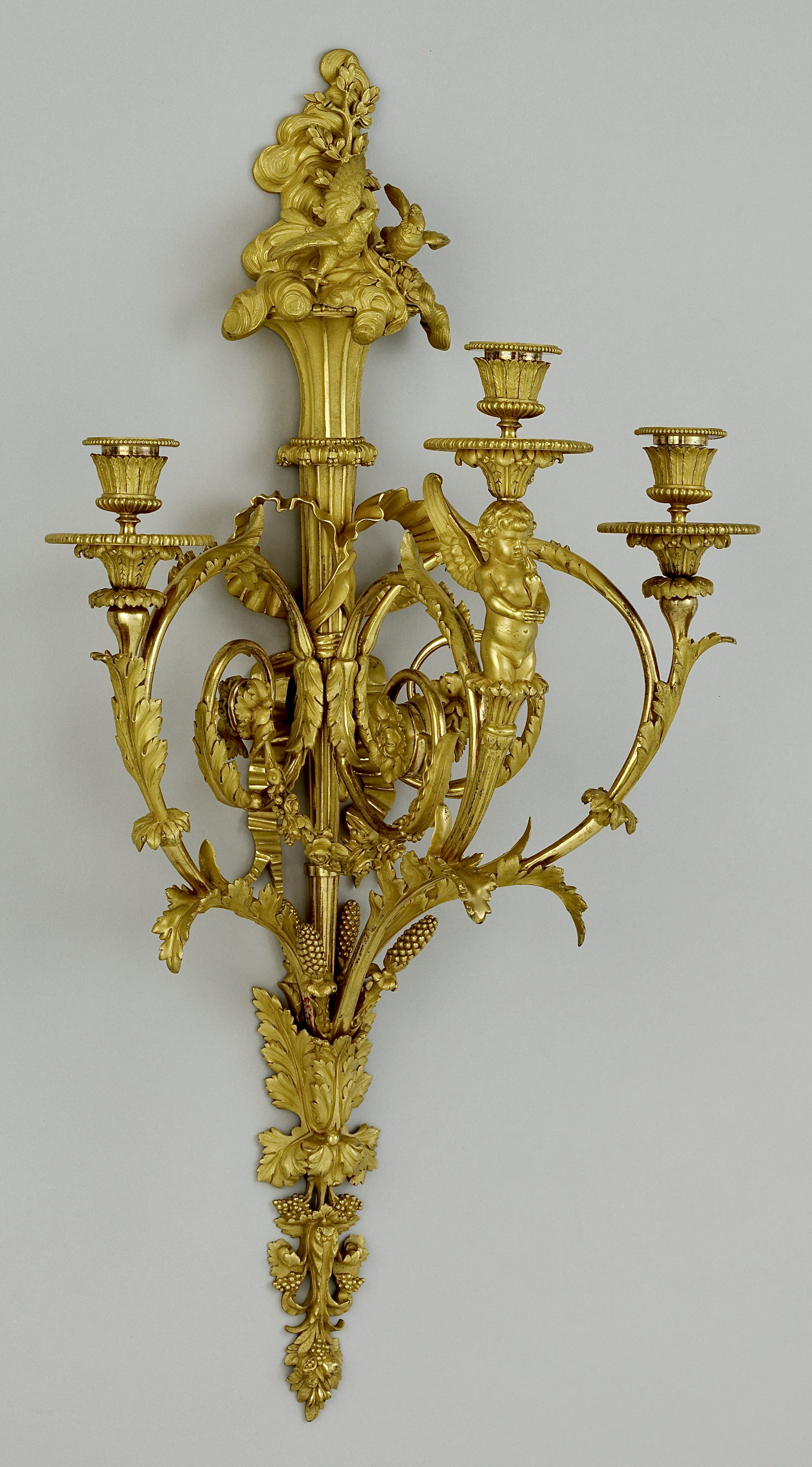
Aplică de perete în stilul Ludovic al XVI-lea; sfârșitul secolului XVIII sau începutul secolului XIX; bronz doré; 69,2 x 38,7 x 23,5 cm; Muzeul Metropolitan de Artă
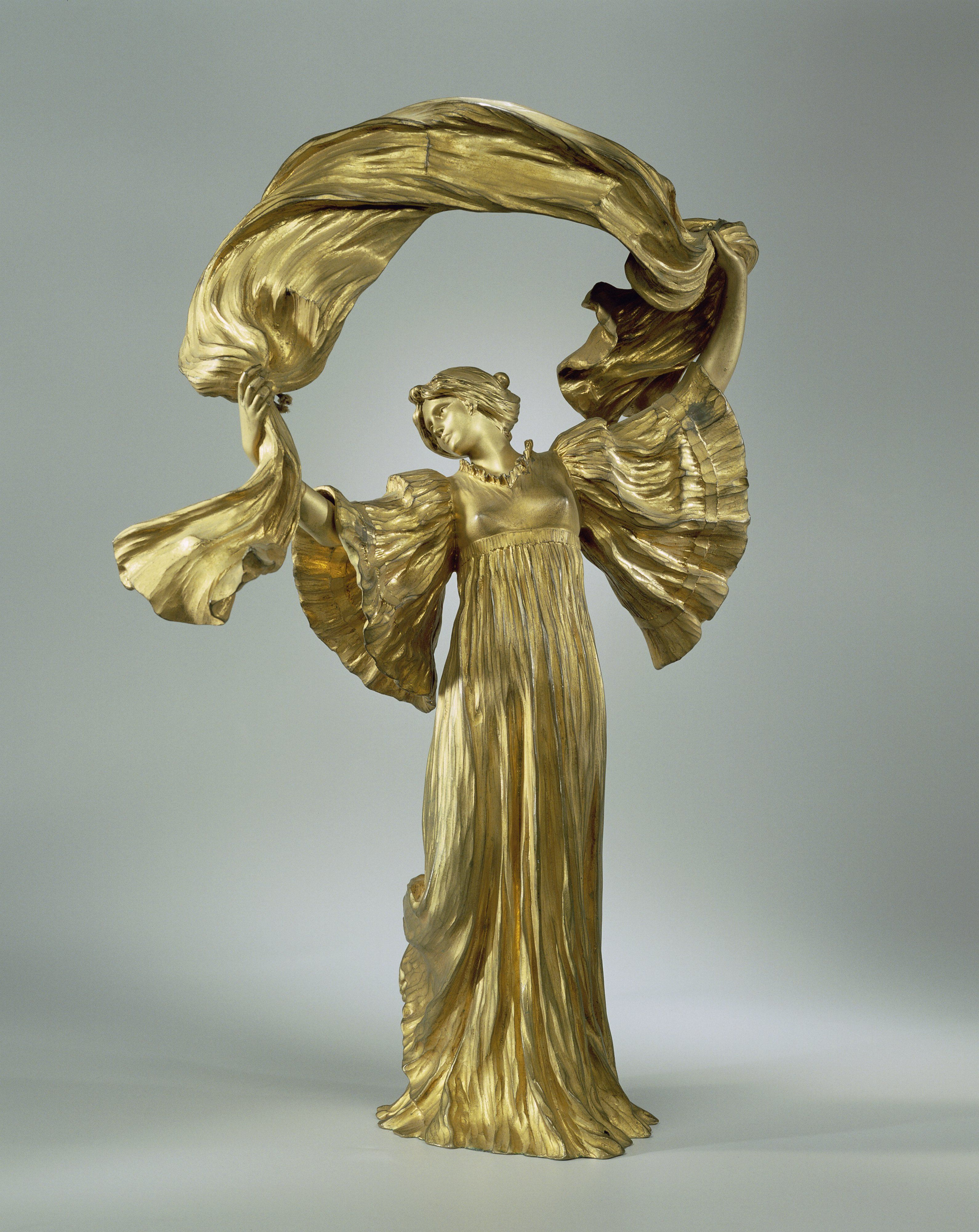
Figurină Art Nouveau a unei dansatoare; circa 1900; bronz doré; înălțime: 40 cm; Rijksmuseum